# Гороховатка (Ізюмський район)
Гороховатка — колишнє селище в Україні, підпорядковувалося Бугаївській селищній раді Ізюмського району Харківської області.
Село знаходилося за 2,5 км від Розсохуватого, неподалік Федорівки, у верхів'ях балки, у Гороховатці знаходився невеликий ставок.

## Принагідно
- Мапіо